# Aliados (Segunda Guerra Mundial)

Aliados
Aliados tras el ataque a Pearl Harbor
Potencias del Eje
Países neutrales

Los Aliados fueron el conjunto de países opuestos política y militarmente a las Potencias del Eje durante la Segunda Guerra Mundial. Más concretamente se suele referir con este término a la coalición militar liderada a partir de 1941 por Estados Unidos, el Reino Unido, la Unión Soviética, y Francia (en cierto modo también por China en el teatro asiático-pacífico, llegando a denominar los cuatro con el término de «Cuatro Policías») contra las Potencias del Eje; la Alemania nazi, el Imperio del Japón y la Italia fascista (hasta su derogación en 1943). Históricamente se suele incluir entre los Aliados principales también a Francia por su significado geopolítico y participación en la partición de Alemania después de la guerra. En el sentido posbélico, se suele referir con los términos «Potencias Aliadas» u «Ocupación Aliada» a estos cuatro estados occidentales.
Al comenzar la guerra el 1 de septiembre de 1939 tras la invasión a Polonia, la coalición enfrentada a Alemania consistía en la República Francesa, Polonia y el Reino Unido, al cual se unieron poco después algunos dominios del Imperio británico y el resto del Imperio (Canadá, Australia, Nueva Zelanda, el Dominio de Terranova y la Unión Sudafricana), el Raj británico y el Reino de Nepal. En 1940, se unieron la Francia Libre, Dinamarca, Noruega, Bélgica, Luxemburgo, los Países Bajos, el Reino de Grecia y el Reino de Yugoslavia. En junio de 1941, la llamada Operación Barbarroja propició que la URSS se uniera a los Aliados. Estados Unidos, que ya había apoyado a los aliados en los primeros años de la guerra, se unió activamente en diciembre de 1941, tras el ataque japonés a Pearl Harbor, que además propició la incorporación de otros países, incluidos algunos del continente americano como México, Brasil, Venezuela y Colombia. En el frente asiático, la República de China ya se encontraba en plena guerra sino-japonesa, la cual se convertiría en el frente asiático de la segunda guerra mundial. 

## Aliados de la Segunda Guerra Mundial

### República de China
Cuando comenzó la Segunda Guerra Mundial, la República de China ya se encontraba luchando contra el Imperio de Japón desde 1937.
Durante la década de 1920 el gobierno del Kuomintang fue asistido por la Unión Soviética, la cual ayudó a reorganizar el partido junto al modelo leninista de la unificación del partido, Estado y ejército. Sin embargo, tras la unificación de China, el generalísimo Chiang Kai-Shek purgó a los izquierdistas de su partido y rehusó aliarse con el Partido Comunista de China para luchar contra los nipones; en su lugar, optó por luchar con ambos a la vez. Siguió siendo así aún después del incidente de Mukden y el régimen títere de Manchukuo establecido por las tropas japonesas en 1931. Las campañas anticomunistas de Chiang continuaron mientras luchaba en conflictos pequeños e incesantes contra Japón a lo largo de los años 1930. China vio perder sus territorios ante Japón pedazo por pedazo en este periodo.
En los primeros años de la década de 1930, Alemania y la República de China se hicieron socios muy cercanos en las áreas del intercambio industrial y militar. La Alemania nazi proveyó la más grande proporción de importaciones de armas y pericia técnica chinas. Después del incidente del Puente de Marco Polo del 7 de julio de 1937, China y Japón se enfrascaron en una guerra a gran escala que duró hasta 1945. En un principio, Alemania no denunció los crímenes de guerra en China, tales como la Masacre de Nankín de 1937. No obstante, Alemania reconoció también que Japón era más capaz de luchar contra la Unión Soviética, y la cooperación con China se rompió en mayo de 1938. La Unión Soviética, deseando mantener a China en la lucha contra Japón, apoyó a China con algo de asistencia militar hasta 1941, hasta que cesó la lucha con Japón para así prepararse para la guerra contra Alemania.
A pesar de que China había estado luchando más tiempo que cualquiera de las fuerzas aliadas, sólo se unió a los Aliados, de manera oficial, después del ataque a Pearl Harbor, el 7 de diciembre de 1941. Chiang Kai-shek sintió que la victoria aliada estaba asegurada con la entrada de los Estados Unidos en la guerra y declaró la guerra a Alemania y a las otras naciones de las Potencias del Eje. Sin embargo, la ayuda aliada permaneció baja mientras se cerraba el camino a Birmania y sufrieron una serie de derrotas militares contra Japón en el comienzo de la campaña. El grueso de ayuda militar no llegaría hasta la primavera de 1945. Más de 1.5 millones de tropas japonesas fueron atrapadas en el teatro de operaciones de China; las tropas que de otra manera pudieron haber sido desplegadas en otra parte, tenían a China colapsada e hicieron una paz separada con Japón.

### Segunda República Polaca
El 1 de septiembre de 1939, Alemania invadió Polonia. El Reino Unido y Francia le dieron dos días a Alemania para retirarse de Polonia. Una vez que pasó la fecha límite, el 3 de septiembre, el Reino Unido, Australia, y Nueva Zelanda le declararon la guerra a Alemania, seguidos rápidamente por Francia, Sudáfrica y Canadá. En la madrugada del 1 de septiembre de 1939, sin previa declaración de guerra, invadió Polonia desde varios puntos del oeste del país. El 17 de septiembre, la Unión Soviética, siguiendo su acuerdo secreto con Alemania, invadió Polonia desde el este, convirtiendo las defensas polacas en un caos mediante la apertura de un segundo frente. Alemania y Unión Soviética ocuparon todo el territorio polaco en tan solo 36 días. Como consecuencia de la Campaña de Septiembre, la Polonia ocupada consiguió crear un poderoso movimiento de resistencia y contribuyó con fuerzas militares significativas al esfuerzo aliado durante el resto de la Segunda Guerra Mundial.

### Reino Unido de Gran Bretaña e Irlanda del Norte
El Reino Unido fue el principal enemigo de Alemania durante la Segunda Guerra Mundial. Luego de la invasión nazi a Polonia, el 1 de septiembre de 1939, los británicos (junto con los franceses), fueron los primeros en declararle la guerra a Hitler el día 3. Posteriormente, Mussolini, el aliado de Hitler, le declaró la guerra a los británicos. El Reino Unido repudiaba las formas de gobierno de la Alemania nazi e Italia fascista y estaba dispuesta a luchar contra ellos.
Tan pronto como Winston Churchill llegó al poder, el Reino Unido se convertiría en una amenaza para Alemania. A causa de esto, los alemanes mantuvieron una cruenta guerra aérea, a consecuencia de esto Reino Unido inicia una campaña de bombardeo sistemático a las zonas industriales y principalmente a la población civil alemana. Los británicos también se enfrentaron con los italianos y alemanes en el norte de África, y al Imperio del Japón, que atacó las colonias británicas en Asia y el océano Pacífico.

### Tercera República Francesa
Al igual que Reino Unido, Francia declaró la guerra a Alemania después de la invasión a Polonia, luchando contra los alemanes e italianos entre 1939 y los inicios de 1940. Sin embargo, después de la batalla de Francia, los alemanes invadieron y dominaron la nación, convirtiéndola en un aliado obligado, y aunque en el sur del país se estableció un gobierno autónomo conocido como Francia de Vichy, los nazis no permitieron alianza entre este y los británicos. Cabe destacar, que durante la ocupación alemana de Francia, Charles de Gaulle estableció un gobierno en el exilio conocido como Francia Libre, el cual proporcionaba una minoritaria ayuda a los aliados.
Después de la batalla de Normandía y la liberación de Francia, en el año 1944, los alemanes fueron expulsados del territorio y los franceses volvieron en totalidad al lado de los Aliados, quedándose con ellos hasta el final del conflicto.

### Unión de Repúblicas Socialistas Soviéticas
El 23 de agosto de 1939, la Alemania nazi y la Unión Soviética firmaron el Pacto Ribbentrop-Mólotov, por el cual se repartía a Polonia en dos partes: una para cada quien. El 1 de septiembre, Hitler invadió Polonia por el oeste y el 17 de septiembre, Stalin invadió Polonia por el este.
El 30 de noviembre de 1939, la Unión Soviética invadió Finlandia, pero los finlandeses lograron frenar el avance, aunque tuvo que cederle territorios a la Unión Soviética. El 14 y 17 de junio de 1940, la Unión Soviética anexó las repúblicas bálticas y el 28 de junio y 4 de julio ocupó Besarabia y el norte de Bukovina.
En octubre y noviembre de 1940, la Alemania nazi y la URSS mantuvieron unas negociaciones para la incorporación de esta última en el Eje, que no prosperaron al no ponerse de acuerdo las partes sobre las condiciones de dicha incorporación. (Véase Conversaciones germano-soviéticas sobre la entrada de la URSS al Eje.) El 18 de diciembre, el Führer firmó la Directiva n.º 21, denominada «Operación Barbarroja», donde se declaraba la invasión relámpago de la Unión Soviética, que debía ser aniquilada, teóricamente, en una sola campaña de apenas un par de meses.
Finalmente, el 22 de junio de 1941, Alemania y sus sus aliados invadieron la Unión Soviética, iniciando lo que allí se vino a llamar la Gran Guerra Patria. A continuación, la Unión Soviética pasó a formar parte de los Aliados de la Segunda Guerra Mundial.
Desde entonces, los alemanes debieron luchar ahora en un enorme Frente oriental contra la Unión Soviética y debieron a su vez asumir la penosa carga de las innumerables bajas por los combates en dicha nación. Entre los alemanes y soviéticos se vivieron las batallas más crueles y sangrientas de toda la Segunda Guerra Mundial y la historia humana, devastando ciudades y asesinando a millones de personas. La invasión de la URSS desfavoreció completamente a los alemanes y propició la derrota de la Alemania nazi en la guerra.

### Estados Unidos de América
Estados Unidos apoyaba a los aliados, aunque no entró en guerra hasta diciembre de 1941, cuando el Imperio del Japón (aliado de los alemanes e italianos) atacó la base de Pearl Harbor en Hawái, los estadounidenses entraron inmediatamente en guerra junto a los Aliados y ayudó en los combates a los británicos. Después de que los Estados Unidos declararan la guerra a los japoneses, Alemania y el Reino de Italia (aliados del Imperio de Japón) declararon la guerra a los estadounidenses, configurando oficialmente los bandos hasta el final del conflicto.
La entrada de los Estados Unidos a la guerra fue muy decisiva, pues este país no estaba desgastado como los demás países beligerantes y se encargaría de ayudar al Reino Unido y la Unión Soviética en su lucha contra Alemania, además de batallar también contra el Reino de Italia. Pero también, se encargaría de detener y hacer retroceder el avance del Imperio del Japón por el océano Pacífico, luchando contra los japoneses isla por isla.
Finalmente, los estadounidenses lograron colaborar en la rendición del Reino de Italia; debilitaron y ayudaron a derrotar a la Alemania nazi a través de bombardeos y tras fuertes batallas, y finalmente tras los bombardeos atómicos sobre Hiroshima y Nagasaki vencieron al Imperio del Japón.

## Formación de alianzas clave

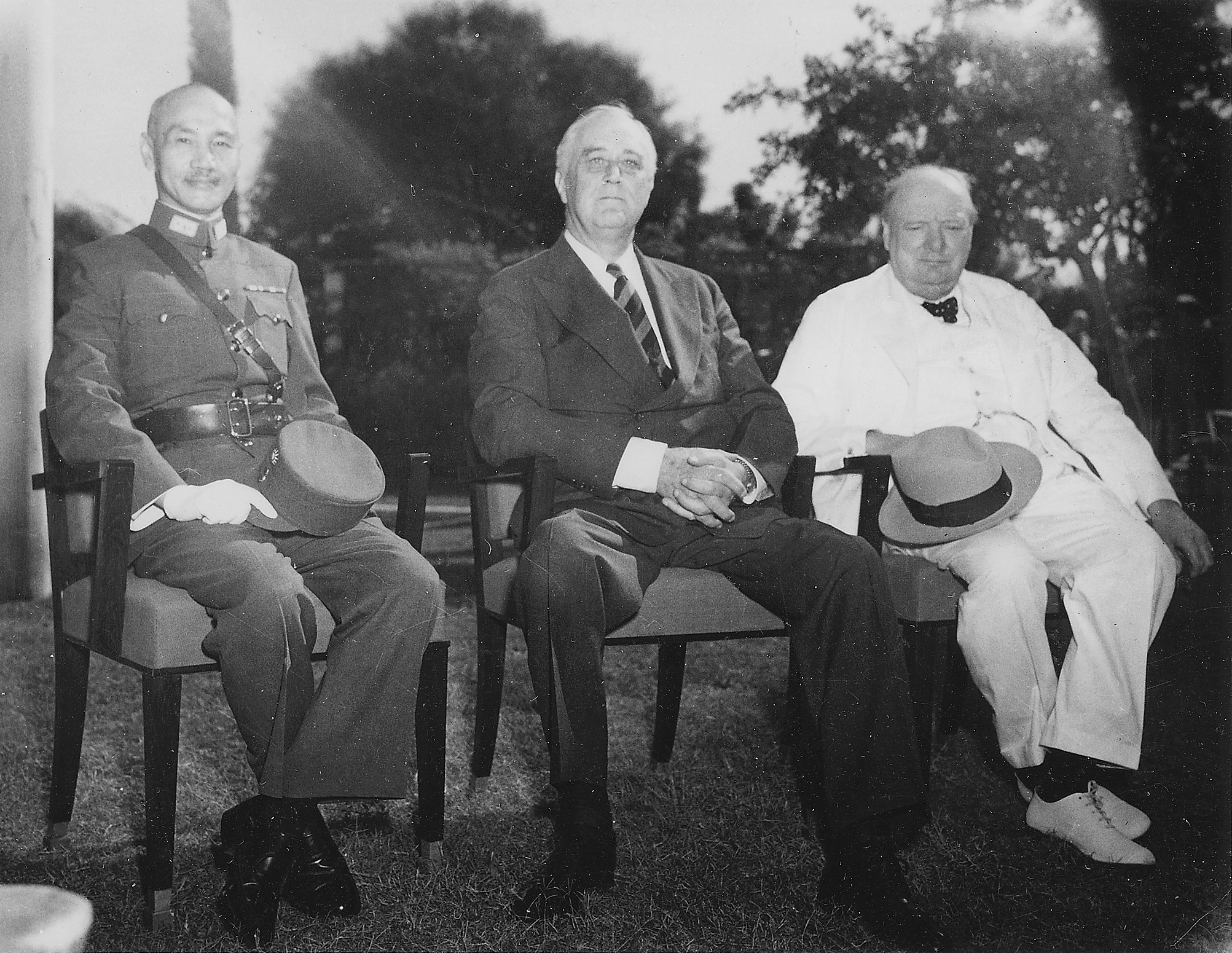
El generalísimo Chiang Kai-shek, el presidente Franklin D. Roosevelt y el primer ministro Winston Churchill en la conferencia, el 25 de noviembre de 1943.

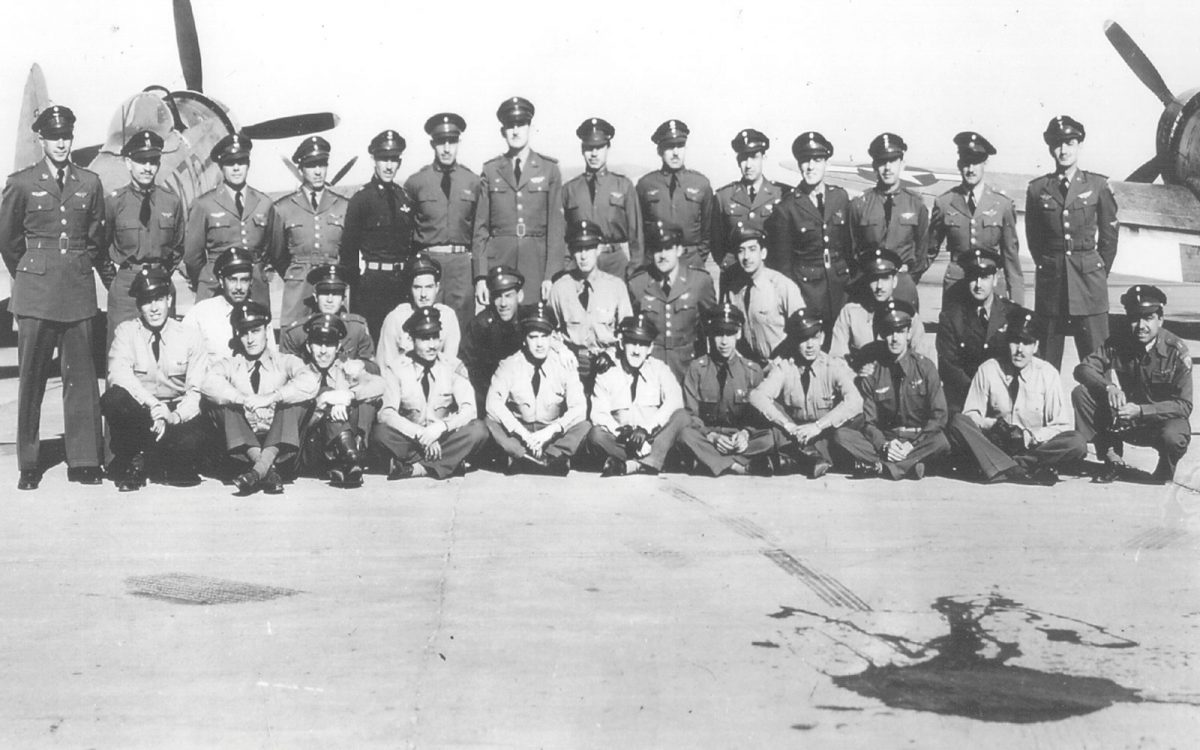
El escuadrón 201

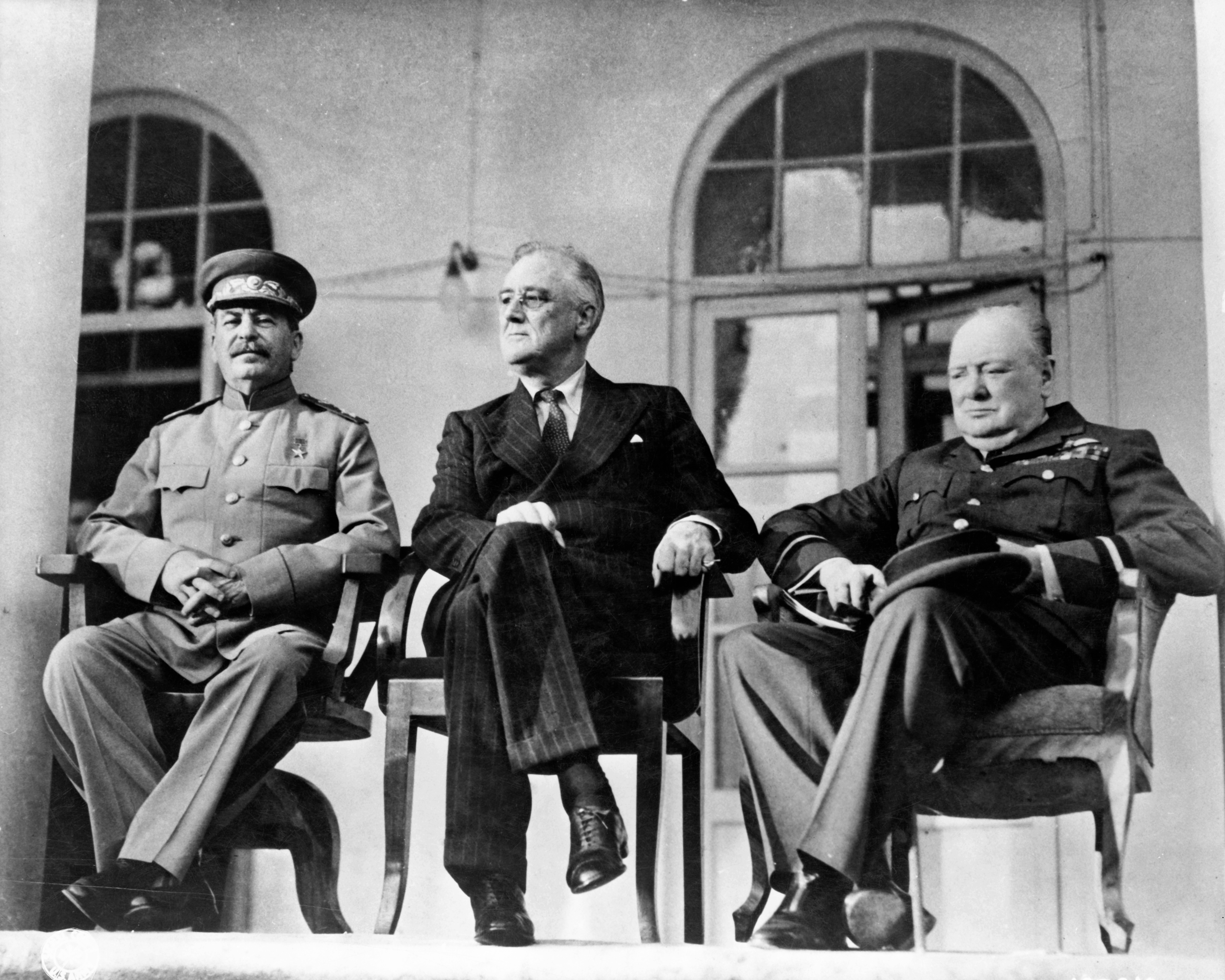
Iósif Stalin, Franklin D. Roosevelt y Winston Churchill en la Conferencia de Teherán en 1943.

El 1 de septiembre de 1939, la invasión de Alemania a Polonia dio inicio la Segunda Guerra Mundial. Alemania inició la operación, mientras Reino Unido, Francia, Australia y Nueva Zelanda le declararon la guerra a Alemania el 3 de ese mismo mes. Nepal, Terranova, Tonga, Unión Sudafricana y Canadá se unieron en los días posteriores, debido a la unión de la isla británica al conflicto bélico junto al Principado de Andorra. El 17 de septiembre, la URSS invadió Polonia desde el este y el 30 de noviembre, los soviéticos atacaron Finlandia. Al año siguiente, la URSS se anexó los estados bálticos (Estonia, Letonia y Lituania) junto con partes del Reino de Rumanía. El pacto germano-soviético llegó a su fin con la invasión alemana a la URSS, el 22 de junio de 1941.
Los Estados Unidos se unieron a los Aliados tras el ataque a Pearl Harbor, el 7 de diciembre de 1941. En la Declaración de las Naciones Unidas del el 1 de enero de 1942, se unieron oficialmente 26 naciones como aliadas (la declaración formó también las bases para la ONU).
La alianza informal de los Cuatro Grandes —Reino Unido, la Unión Soviética, los Estados Unidos y China — surgió en la última mitad de la II Guerra Mundial y sus decisiones determinaron la estrategia aliada alrededor del mundo.

## Contribución de los republicanos españoles exiliados
Alrededor de 10 000 republicanos españoles lucharon contra el nazismo y el fascismo en las filas de los aliados en la Segunda Guerra Mundial, a los que habría que sumar los 55 000 que formaron parte de las compañías de trabajadores extranjeros que movilizó el ejército francés.
Los voluntarios españoles estuvieron presentes en las filas de la gran mayoría de unidades francesas libres de tierra y en un número importante de las navales y las aéreas, lo que hace que los exiliados españoles estuvieran presentes en las operaciones en las que intervinieron las tropas que comandaba De Gaulle: desde Dakar, Berchtesgaden, Gabón, Siria, Libia, Líbano, Túnez, Italia y la misma Francia.
Hay constancia de la existencia de, al menos, cuatro unidades militares en el ejército francés y en el británico en las que la presencia de republicanos españoles era mayoritaria. Así pues existía la Spanish Company Number One, que combatió en Dunkerque y en Noruega; el Tercer Batallón de Fusileros Marinos formada íntegramente por vascos; el XIV Cuerpo de Guerrilleros Españoles con más de 8000 miembros y que se acabaría convirtiendo en Agrupación de Guerrilleros Españoles; el Tercer Batallón del Regimiento de Marcha del Chad, que más tarde fue integrado en la 2.ª División Blindada, y que acabaría jugando un papel capital en la Liberación de París.

## Otros países aliados de la Segunda Guerra Mundial

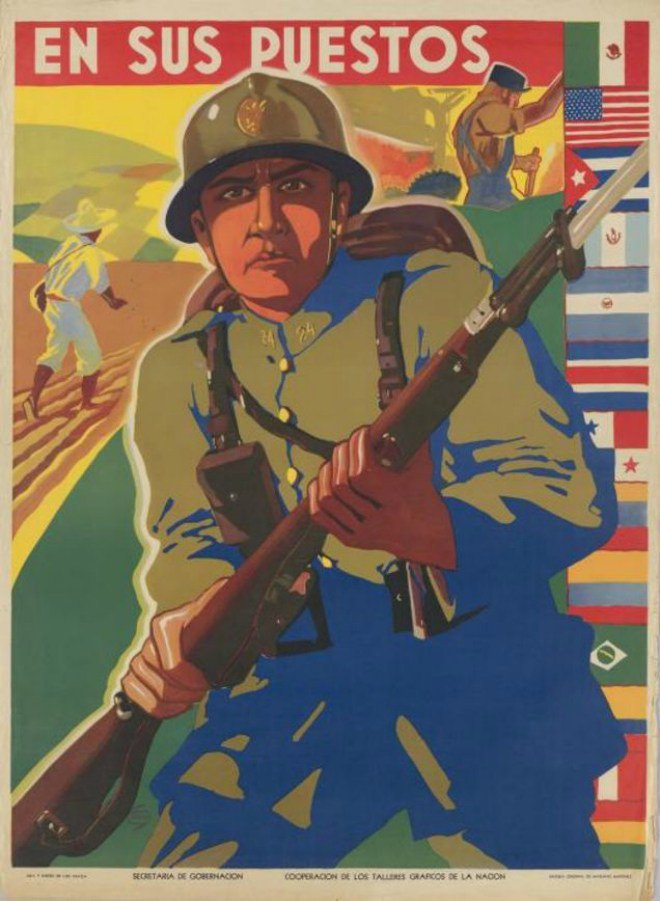
Propaganda anti-Nazi mexicana

### Países latinoamericanos

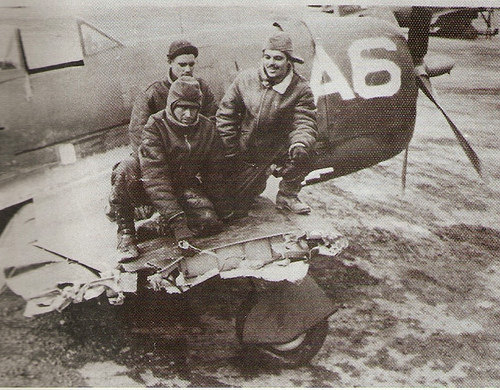
Caza brasileño dañado por flak alemán.

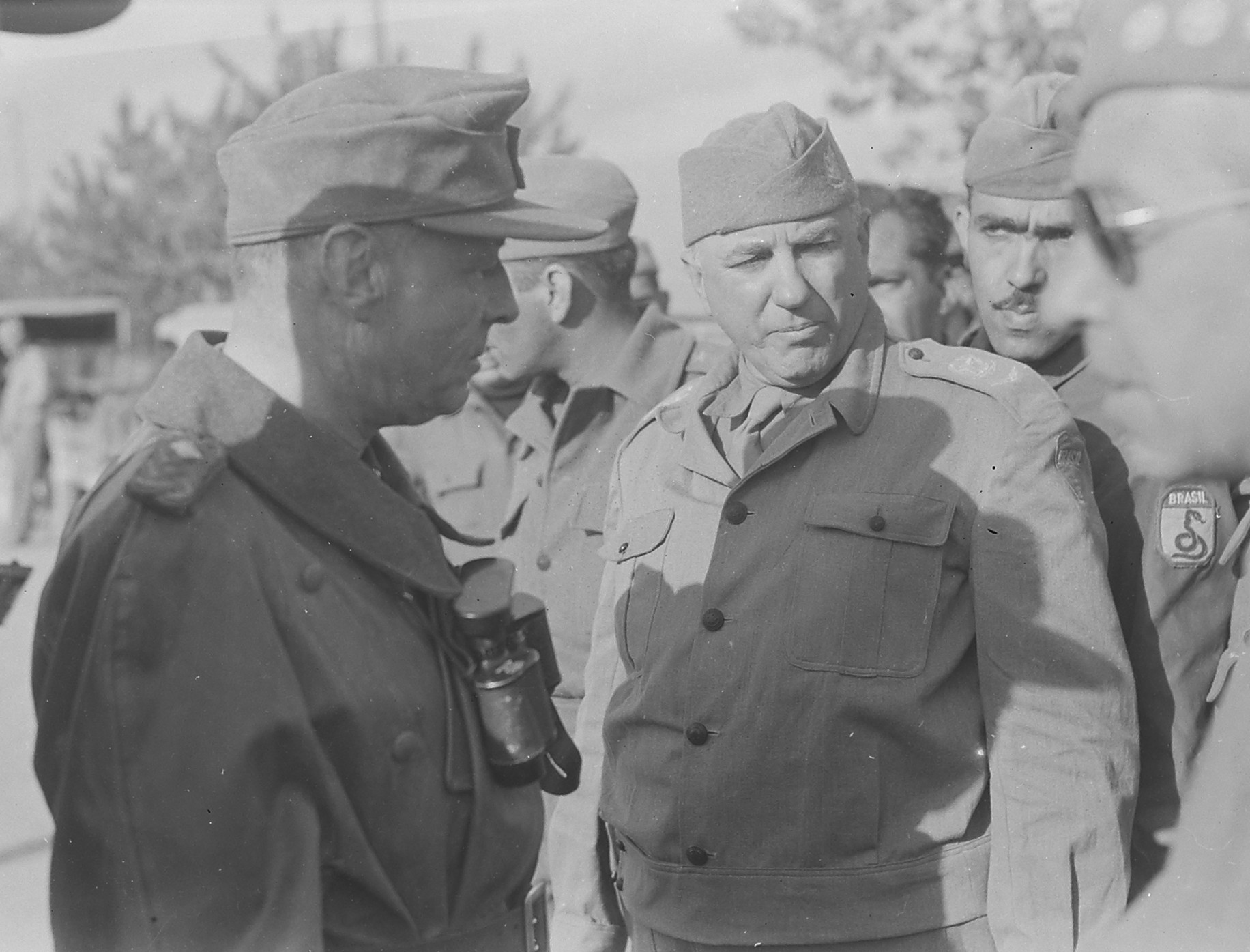
Fornovo di Taro, rendición de la 148ª División alemana a la FEB

Tras la Declaración de las Naciones Unidas, países como México, Colombia, Venezuela y Brasil se unieron a la guerra por ataques por parte de los alemanes a sus navíos, aportando a la guerra participación significativa, la cual ayudó en la recta final de la guerra mundial. Otras naciones como Argentina también participaron, enviando cinco mil argentinos sirvieron en las Fuerzas Armadas británicas, a pesar de que aquel país era oficialmente neutral. Aproximadamente 750 voluntarios argentinos sirvieron en la Fuerza Aérea Real y la Fuerza de Aire Real Canadiense, mayoritariamente en el escuadrón Núm. 164 (argentino) cuyo escudo llevaba el sol de la Bandera de Argentina y el motto, "Determined we fly (Firmes Volamos)" Muchos eran parte de las fuerzas especiales, como John Godwin.
Brasil envió una fuerza expedicionaria (FEB) a combatir. Entre julio y agosto de 1942, submarinos alemanes hundieron 18 barcos brasileños y hasta el final de la guerra se llegó a 36 buques hundidos y alrededor de 1 100 muertos. Aunque el Gobierno de Brasil se mostraba reacio a entrar en el conflicto, la indignación pública empujó a Brasil a declarar la guerra a Alemania en noviembre de 1942, y a enviar una División completa de casi 30 000 hombres al frente de Italia donde participaron en la rotura de la Línea Gótica combatiendo en el valle de Río Serchio, los Apeninos y Valle del Río Po, donde participaron de batallas como Monte Castello.
Mientras que México envió a cientos de soldados del Escuadrón 201 al Pacífico para observaciones, bombardeos y ametrallamiento de posiciones japonesas, vehículos en convoy y emplazamientos de artillería en Filipinas y Formosa. El país en un inicio tuvo una postura neutral respecto al conflicto, pero tras el hundimientos del barco petrolero Potrero del Llano en mayo de 1942, el gobierno haría una declaración de guerra a los países del Eje. Así mismo, pactó con los Estados Unidos el envío de trabajadores mexicanos a los campos agrícolas y fábricas para compensar la falta de mano de obra debido al correspondiente reclutamiento estadounidense, además de enviar a varios reclutas voluntarios.
Colombia lograría dañar al submarino alemán (U-154) que estaba amenazando al canal de Panamá utilizando un destructor (ARC CALDAS) expulsando a los alemanes de este canal, y Paraguay envió tropas nacionales a luchar dentro del Ejército Brasileño.